# Энджел Келли
Энджел Келли (англ. Angel Kelly, настоящее имя — Памела Мур) — бывшая американская порноактриса. Вместе с Дженни Пеппер и Хизер Хантер была одной из первых афро-американских женщин, которые стали сниматься в традиционном порно. Член зала славы AVN.

## Карьера
Начала карьеру в кино в 1985 году. В период наибольшей активности, с 1986 по 1988 год, снялась более чем в 100 фильмах — 53 только в 1987 году, — но к началу 1990-х годов уже снималась менее чем в пяти фильмах за год. Последний фильм, в котором снялась Келли, датирован 1991 годом.
У Келли был контракт с Fantasy Home Video. 12 января 2008 года была введена в Зал славы AVN, а 16 апреля 2009 года — в Зал славы XRCO.

## Награды
- Зал славы AVN (2008)
- Зал славы XRCO (2009)

## Прочее
В 1996 году вместе с Хизер Хантер снялась в клипе Тупака Шакура на песню How Do U Want It.